# Рудка (Черниговская область)
Ру́дка (укр. Ру́дка) — село Черниговского района Черниговской области Украины, центр сельского совета. Расположено на реке Струга (приток реки Белоус), в 16 км от районного центра и железнодорожного узла Чернигов. Население 777 человек.
Код КОАТУУ: 7425587701. Почтовый индекс: 15514. Телефонный код: +380 462.

## История

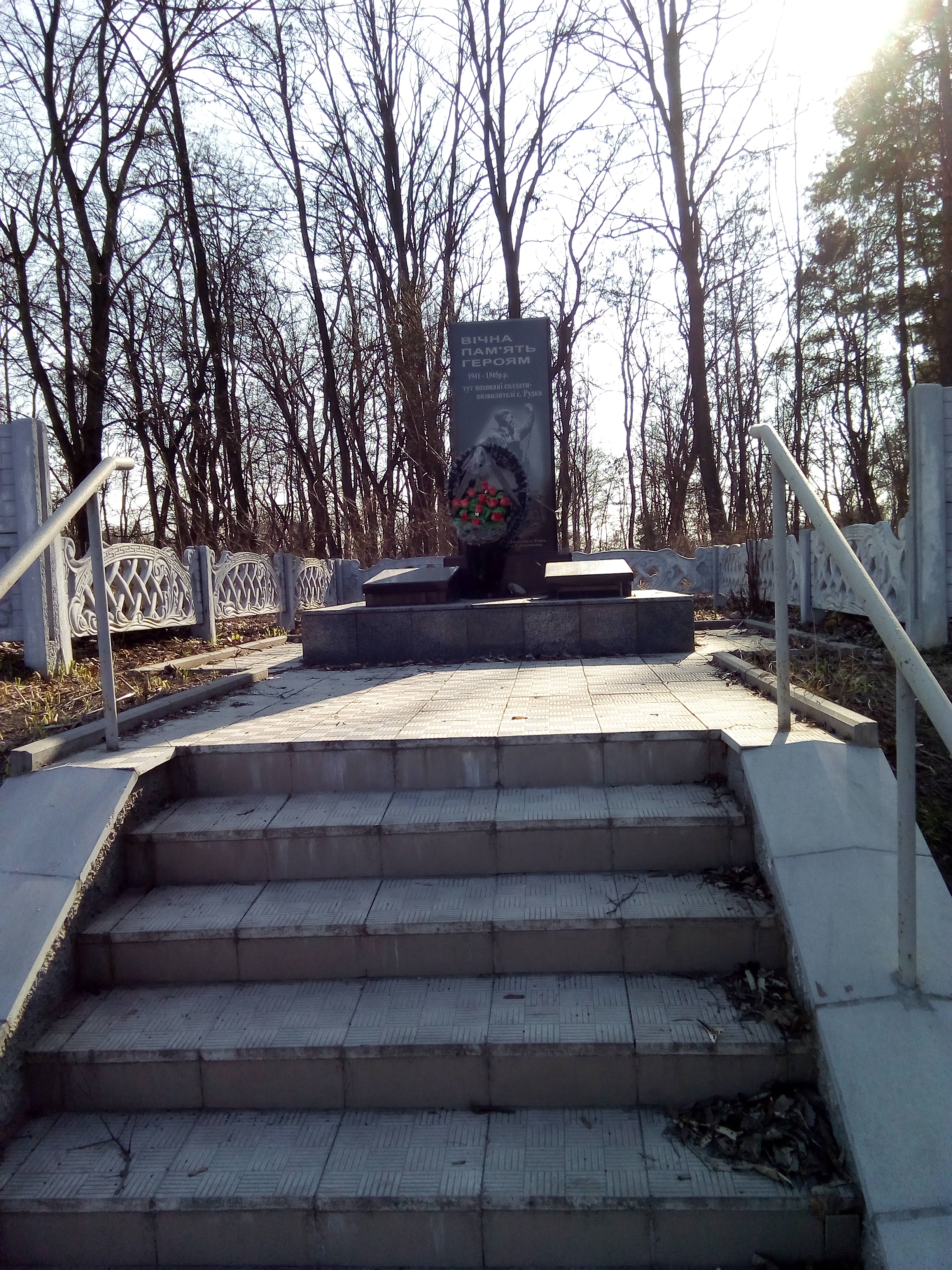
Обелиск на месте захоронения Советских солдат, погибших в Великой Отечественной войне

В окрестностях села Рудка обнаружены поселение и курганный могильник периода Киевской Руси (IX—XIII вв.), найдены римские монеты I—III вв. н. эры.
Первое письменное упоминание о селе Рудка датируется 1660 годом. В 1905—1907 гг. в селе отмечались выступления крестьян против помещика. Советская власть установлена в январе 1918 г. На фронтах Великой Отечественной войны сражались 288 жителей села, из них 200 награждены орденами и медалями, 153 — погибли. Установлены памятники погибшим советским воинам-освободителям и в память о воинах-односельчанах, павших в боях против гитлеровских оккупантов.

## Власть
Орган местного самоуправления — Рудковский сельский совет. Почтовый адрес: 15514, Черниговская обл., Черниговский р-н, с. Рудка, ул. Победы (Перемоги), 7.
Рудковскому сельскому совету, кроме Рудки, подчинено село Селянская Слобода.